# Cercle d'Escriptors Cinematogràfics
El Cercle d'Escriptors Cinematogràfics (CEC) és una organització sense finalitats de lucre d'Espanya fundada en 1945 que reuneix informadors, escriptors i crítics cinematogràfics amb l'objectiu de crear, donar suport i difondre activitats culturals vinculades a les diverses facetes del cinema, amb total independència política i ideològica.

## Associats
Els seus quinze membres fundadors, en 1945, van ser: Fernando Viola Sánchez (el primer presidente del círculo), Luis Gómez Mesa, Carlos Fernández Cuenca, Joaquín Romero Marchent, Pío García Viñolas, Francisco Hernández Blasco, Adriano del Valle, Pío Ballesteros, Fernando Merelo, José González de Ubieta, Domingo Fernández Barreira, Fernando Méndez-Leite von Haffe, Luis Figuerola, Antonio Barbero i Antonio Crespo, al que després va substituir Ángel Falquina, que es van fixar com a objectiu "la defensa i divulgació de l'art cinematogràfic".
Entre els membres del Cercle poden hom pot citar Alfonso Sánchez, José María García Escudero, Pascual Cebollada, Rafaela Rodríguez o José Luis Garci; i entre els membres d'honor a Ingmar Bergman, Federico Fellini o Mario Moreno, Cantinflas.

## Cineclub
La primera activitat que va realitzar el Cercle va ser la creació d'un cineclub encarregat de difondre tant pel·lícules contemporànies que no trobaven lloc a les sales comercials com a pel·lícules antigues que requerien una revisió. Els principals responsables del seu funcionament van ser Antonio Barbero, Luis Gómez Mesa i Carlos Fernández Cuenca. El 21 de novembre de 1945 va oferir la seva primera sessió al Cinema Colón de Madrid, incloent en el programa la reestrena de The Kid, de Charles Chaplin. Posteriorment, la sala de projecció es canviaria successivament als cinemes Imperial i Palace, al Teatro Maravillas i al Cine Gong. La vida dels cineclubs espanyols fins llavors havia estat limitada: el que va fundar Ernesto Giménez Caballero en 1928 va funcionar fins a 1931 i el del GECI, que va operar entre 1931 i 1936, només va celebrar trenta sessions. El del CEC els va superar a tots dos, celebrant nombroses sessions que es van prolongar fins al 27 de juny de 1951.
Des dels seus inicis, el butlletí que informava de les projeccions va organitzar un concurs de crítica cinematogràfica sobre els films exhibits. Les millors crítiques eren premiades i publicades en aquest programa. Pedro Lazaga i Alfredo Tocildo van ser dos dels joves repetidament guanyadors d'aquests concursos fins al punt que van arribar a ser admesos com a socis del Cercle a l'octubre de 1946.

## Premis CEC
La medalla que des de 1945 es lliura anualment als premiats el CEC (amb excepció del lapse 1985-1989 en què es va suspendre el seu lliurament) va ser dissenyada per l'artista González de Ubieta.
A l'origen els premis s'atorgaven en tretze especialitats:
| - Pel·lícula - Director - Actor - Actriu | - Actor secundari - Actriu secundària - Fotografia - Decorats - Música | - Argument original - Guió - Labor Crítica - Labor Literària |

En 1947 es va crear un nou premi que es va dir "Revelació" que després successivament es va dir Premi "Gimeno", Premi "Jimeno" (des de 1949), Premi "Antonio Barbero" (des de 1962) i per fi de nou Premi Revelació. El Premi al Millor Argument Original i el Premi al Millor Guió van ser reemplaçats per les Medalles al Millor Guió Original i al Millor Guió Adaptat. En 1983 es va crear el Premi al Millor Muntatge. El Premi a la Labor Crítica va estar suspès durant 25 anys i va reaparèixer en 1999 amb el nom de Premi a la Labor Periodística, si bé a vegades li ho ha unit al Premi a la Labor Literària. Des de 2003 el Premi Homenatge va passar a dir-se Medalla d'Honor.

## Altres activitats i distincions rebudes
El CEC ha realitzat altres activitats. Destaca l'organització de concursos de guions i crítica cinematogràfica a partir de 1947.
El CEC col·labora amb altres institucions en activitats vinculades al cinema, com per exemple amb la Filmoteca Espanyola, l'Associació de Cinema-Clubs de la Universitat Politècnica de Madrid, les facultats de Ciències de la Informació de les universitats Complutense, San Pablo-CEU, Universitat Europea de Madrid, Universitat de Navarra, Institut de Llengües Romanístiques de la Karl-Franzens-Universität (Graz, Àustria), Universitat Catòlica de Xile, el Círculo de Bellas Artes, l'Ateneo de Madrid, l'Ateneu Jovellanos (Gijón) i l'Associació André Bazin.
En 1966 li van ser atorgats al CEC el Premi Nacional de Cinematografia d'Espanya i la medalla de la Setmana de Cinema Religiós i de Valors Humans de Valladolid (actual Seminci).